# Плетнівка (Брянська область)
Плетнівка (рос. Плетневка) — присілок в Дубровському районі Брянської області Російської Федерації.
Населення становить 7 осіб. Входить до складу муніципального утворення Сещинське сільське поселення.

## Історія
Від 2005 року входить до складу муніципального утворення Сещинське сільське поселення.

## Населення
| 2010 | 2013 |
| ---- | ---- |
| 8    | ↘7   |